# Finska Vetenskaps-Societeten
Finska Vetenskaps-Societeten (Societas Scientiarum Fennica) grundades 1838 och är Finlands äldsta vetenskapsakademi. Akademien har fyra sektioner, den matematisk-fysiska, den biovetenskapliga, den humanistiska och den samhällsvetenskapliga. Varje sektion har 30 ledamöter, varvid en plats blir ledig när ledamoten fyller 67 år; äldre ledamöter sitter kvar, men platsen kan återbesättas. Societeten har dessutom utländska ledamöter. Den firar sin årshögtid på kejsar Alexander II:s födelsedag den 29 april.
Societeten arbetar för gränsöverskridande vetenskaplig diskussion genom att:
- ordna föredrag, seminarier och symposier kring aktuella ämnen,
- publicera vetenskaplig litteratur,
- utdela forskningsunderstöd och pris,
- bidra till forskningssamfundets kontakter nationellt och internationellt,
- erbjuda sina ledamöter tvärvetenskapliga kontakter.

Societetens ordförande är professor Jan Sundberg och dess ständige sekreterare professor Mats Gyllenberg.

## Stiftande medlemmar
- Johan Gabriel von Bonsdorff
- Pehr Adolf von Bonsdorff
- Carl Daniel von Haartman
- Gustaf Gabriel Hällström
- Immanuel Ilmoni
- Wilhelm Gabriel Lagus
- Johan Gabriel Linsén
- Johan Jakob Nervander
- Nils Gustaf Nordenskiöld
- Johan Jacob Nordström
- Fredrik Wilhelm Pipping
- Gabriel Rein
- Nathanael Gerhard af Schultén
- Carl Reinhold Sahlberg
- Nils Abraham Ursin

## Ständiga sekreterare
- Nathanael af Schultén den yngre (1838–1855)
- Adolf Edvard Arppe (1855–1867)
- Lorenz Leonard Lindelöf (1867–1908)
- Anders Donner (1908–1921)
- Robert Tigerstedt (1921–1923)
- Fredrik Elfving (1923–1934)
- Ernst Lindelöf (1934–1945)
- Harry Federley (1945–1951)
- Walter Wahl (1951–1956)
- Pontus Palmgren (1956–1966)
- Einar Stenij (1966–1975)
- Kai Otto Donner (1975–1979)
- Holger Thesleff (1979–1980)
- Gösta Mickwitz (1980–1992)
- Carl G. Gahmberg (1992–2018)
- Mats Gyllenberg (2018–)